# 側斑兵鯰
側斑兵鯰，是輻鰭魚綱鯰形目美鯰科的一種。

## 分布
側斑兵鯰廣泛分布於南美洲的溪流和湖泊。

## 特徵
側斑兵鯰體上分布著兩排骨板，上排骨板帶有灰中帶綠的色澤。在能自由轉動的眼睛下方，鰓蓋和臉部也有金屬綠的色彩；雌魚魚體較寬。背鰭硬棘1枚; 背鰭軟條7枚;臀鰭硬棘1-2枚;臀鰭軟條5-6枚。體長可達7.5公分。

## 生態
側斑兵鯰棲息於淡水溪流或池塘，性情溫和，喜群游，屬雜食性，以蠕蟲、甲殼類、昆蟲、植物等為食。

## 經濟利用
為觀賞性魚類。